# توماس ماركل
توماس ماركل (بالإنجليزية: Thomas Markle)‏ هو مصور سينمائي أمريكي، ولد في 1945 في نيوبورت في الولايات المتحدة.

## وصلات خارجية
- توماس ماركل على موقع IMDb (الإنجليزية)
- توماس ماركل على موقع قاعدة بيانات الفيلم (الإنجليزية)